# 命令 (法規)
命令（めいれい、英: regulation、仏: règlement、独: Verordnung）とは、行政機関が制定する法規のことで、上位の者が下位の者にある事をするように言うこと。また、その内容である。立法権と行政権の帰属が一体化している場合には法律と別に命令の意義を論ずる意味はないが、国民の権利義務に関する法規範の制定につき公選された議員を構成員とする議会の関与を必要とする制度の発達により、立法権と行政権とが分離されると、行政機関が制定できる法規の範囲等が問題になってくる。
なお、行政法学では、本項目にいう命令のことを法規命令といい、行政規則（行政機関が定立する定めのうち国民の権利・義務に直接関連しないもの）と合わせて行政立法の一つとして扱われる。

## 法律との関係による分類
命令は、法律との関係で主に以下のように分類される。
執行命令
法律の規定を執行するために必要な細則を定める命令。実施命令とも。
委任命令
法律が立法権を行政機関に委任したことにより定められる命令。
独立命令
法律とは無関係に、行政機関の独立の権限に基づき定められる命令。
緊急命令
緊急時に法律に代わって制定される命令。

## 大日本帝国憲法下における命令

### 概説
命令とは法律に対する観念であって、法律が帝国議会の協賛を経て定められるのに対して、命令は、帝国議会の協賛を経ることなく、天皇の大権によって、又は他の国家機関の権限によって定められる点で区別される。命令は、一定の形式をもって定められるものであるため、その形式をもって定められなければ、大権による行為であっても、命令の観念には属しない。また、命令の形式は、本来、法規を定めるために設けられた形式であることを要する。法規を定める目的をもって設けられた形式による国家の意思表示であって、しかも帝国議会の協賛を経ないものであることが、命令の観念の要点である。よって、この形式をもってする限り、その内容が法規であると否とに拘らず、なお命令たることを失わない。
天皇の大権によって発せられる命令を「勅令」という。
命令は、法規を定めることを主たる目的とするとはいえ、命令の内容は、必ずしも常に法規を定めるものではない。そのため、命令は、「法規命令」と「行政命令」とに区別される。法規命令は、法規を定める命令をいい、行政命令は、法規を定めない命令をいう。
法規命令は、国家の統治権に基づき、国家と人民との間に権利義務の基準たる定めをなす命令であって、形式上は行政権の意思表示であるが、実質上は立法行為の性質を有する。すなわち、立法が帝国議会の協賛を要する原則に対する例外をなすものであって、憲法又は法律の特別の根拠によってのみ法規命令を発することができる。
行政命令は、国家と人民との間の権利義務に関係ない事項を定め、あるいは、法規のもとにおいて法規によってすでに成立した権利を実行する定めをなし、あるいは、相手方が自ら任意にこれに服することを条件としてのみこれを拘束する定めをなし、あるいは、国の行政作用について自ら遵守すべき準則を定めるなど、全て統治権をもって一方的に人民に対して新たな法的規律を定めるのではない命令をいう。形式上に行政権の意思表示であるとともに、実質上にも行政作用の性質を有し、行政作用は憲法上一般に天皇の大権に属するものであるから、行政命令は、憲法又は法律に特別の制限がある場合の除くほか、特別の根拠がなくとも、大権によって、又は大権の委任に基づく行政機関の権限によって、当然にこれを発することができる。
命令には、勅令のほか、行政官庁が発するものもある。命令で規定することができる範囲は、勅令とその他の行政機関の発する命令とを区別して論じなければならない。
- 勅令
  - 緊急命令
    - 立法的緊急勅令（8条）
    - 財政的緊急勅令・緊急財政処分（70条）
    - 財政立法的緊急勅令・緊急財政立法（8条、70条）

  - 独立命令（9条後段など）
    - 9条後段に定める独立命令
      - 警察命令
      - 行政命令

    - 大権事項を定める独立命令

  - 執行命令（9条前段）
  - 委任命令
- 行政官庁の命令

### 行政官庁が発する命令
行政官庁が発する命令には、閣令、省令、庁令、府県令等がある。行政官庁の権限は、直接に憲法にその根拠を有するものではなく、法律又は勅令によってのみその権限を与えられるものであるから、行政官庁が命令を発することができる権限もまた、必ず法律又は勅令に根拠を有するものでなければならない。
行政官庁の権限は、一般には、官制によって定められており、その命令を発する権限もまた、官制に第一の根拠を有する。例えば、内閣総理大臣は内閣官制によって、各省大臣は各省官制通則によって、警視総監は警視庁官制によって、北海道庁長官は北海道庁官制によって、府県知事は地方官官制によって、一般にその主任事務について、職権をもって命令を発することが認められている。職権をもって発するというのは、特別の委任をまたず、自己の自由裁量によって発することができることをいう。これを、行政官庁の「職権命令」という。
このほか、行政官庁は、法律、勅令又は上級官庁の命令によって、特別の事項について、特にこれを定める権能が委任されることがある。これは、官制による一般的な委任と異なり、特別の事項を指定してこれを定める権能を委任する場合である。これを、行政官庁の「委任命令」という。

#### 行政官庁の職権命令
行政官庁の職権命令について、官制は、ある行政官庁がその主任事務について職権によって命令を発することができる旨を定めるにとどまっており、命令をもっていかなる事項を規定しうるかを明言していない。しかし、行政官庁の職権命令が規定できる事項は、憲法9条による命令の範囲にとどまると解さなければならない。なぜなら、憲法は、9条による命令についてのみ、「命令ヲ發シ又ハ發セシム」と規定しており、その他のいわゆる大権事項に関する命令については、憲法は、一般的な委任を予想した規定を設けていないからである。したがって、いわゆる大権事項については、特別の委任がある場合にのみ、行政官庁の命令をもって定めることができるというべきであり、一般的な委任には包含されていると解すべきではない。それゆえ、行政官庁の職権命令で定めることができる範囲は、執行命令、警察命令及び行政命令の3種類にとどまる。ただし、行政官庁の命令は、法律、勅令及び上級官庁の命令のもとにその効力を有するものであるため、これらに抵触することはできない。また、これらの占領区域を侵すこともできず、それ以外において、この3種類の事項について命令を発することが認められているだけである。
執行命令は、法律を執行するための命令のほか、勅令又は上級官庁の命令を執行するための命令をも包含する。法律を執行するための命令は、通常は、勅令をもって定められるが、勅令のもとにおいて、さらにその細則を定めることは、主務官庁の職権をもってすることができる。例えば、衆議院選挙法の執行命令として、勅令による選挙法施行令の定めがあるほか、そのもとにおいて、さらに、内務省令による選挙法施行規則が定められている。
警察命令は、警察権を与えられた各行政官庁が、その主任事務に関して発することができる。警察命令に付することができる罰則は、閣令及び省令については100円以内の罰金若しくは科料又は3月以下の懲役、禁錮若しくは拘留であり、庁令及び府県令については50円以内の罰金若しくは拘留又は科料を限度としている。
行政命令は、行政官庁が管理する事業又は公物についてこれを定める権能を有する。法規の性質を有しないものであるため、必ずしも特に命令を発することができる旨の明文があることを要せず、営造物又は公物の管理権を有する官庁は、当然に行政命令を定める権限を有する。

#### 行政官庁の委任命令
行政官庁の委任命令とは、特別の事項についての委任に基づき発する命令をいう。
法律に基づく場合は、法律が特定の官庁を指定してこれを委任するときにはその指定された官庁が委任命令を定め、法律が機関を指定せずに単に命令をもって定めるとしたときにはその事務を担当する主任大臣又は地方官庁が委任命令を定めることができる。
勅令に基づく場合もまた、自ら規定すべき特定の事項について、これを行政官庁に委任することができる。
上級官庁は、必ずしも自己の権限を下級官庁に委任できるものではないが、その委任が許される限度においては、下級官庁に対し、特定の事項についての定めを委任することができ、その委任に基づいて、下級官庁がこれを定める権能を取得する。

## 日本国憲法下における命令
大日本帝国憲法下では天皇に幅広い命令制定権があったが、日本国憲法下においては、前述の分類のうち独立命令と緊急命令は認められず、執行命令と委任命令しか認められないと解されている。
すなわち、内閣の政令制定権を規定した日本国憲法第73条6号本文は「この憲法及び法律の規定を実施するために、政令を制定すること」という表現を採っているところ、「実施するため」の文言は上記の執行命令や委任命令を定めることを含む趣旨であるほか、「憲法及び法律」は一体として理解すべきであり、立法権が国会に帰属していること（憲法41条）からも憲法を直接実施するのは国会の権限であると解されることに基づく。ただし、栄典の授与に関し、日本の内閣は法律ではなく政令に基づき行えるものとして扱っており、栄典について定めた太政官布告や勅令を政令により改正している。この点については、栄典の授与は法律事項であるとして、法律の委任に基づかない以上違憲ではないかとの疑義が、憲法学者から出されている。
なお、憲法上は委任命令が許されているとはいっても、立法権は国会に帰属することから、立法権を放棄するような白紙的な委任は認められず、基本的な事項は法律で定められなければならないと一般に考えられている。
日本における制定主体による分類については、法令を参照すること。

## 行政手続法上の命令等
行政手続法において、「命令等」とは、内閣又は行政機関が定める次に掲げるものをいう（同法2条）。
命令等制定機関は、命令等を定めようとする場合には、当該命令等の案及びこれに関連する資料をあらかじめ公示し、意見・情報の提出先及び意見提出期間を定めて広く一般の意見を求る意見公募手続を行わなければ成らない（同法39条）。
- 法律に基づく命令又は規則
- 審査基準
  - 申請により求められた許認可等をするかどうかをその法令の定めに従って判断するために必要とされる基準をいう。
- 処分基準
  - 不利益処分をするかどうか又はどのような不利益処分とするかについてその法令の定めに従って判断するために必要とされる基準をいう。
- 行政指導指針
  - 同一の行政目的を実現するため一定の条件に該当する複数の者に対し行政指導をしようとするときにこれらの行政指導に共通してその内容となるべき事項をいう。